# Stoominjectie

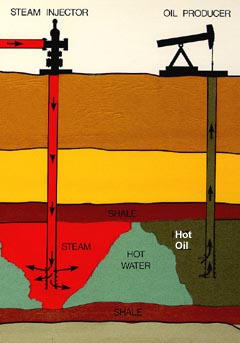
Principe van stoominjectie

Stoominjectie is een methode om aardolie uit de bodem te onttrekken. Bij deze methode wordt stoom onder hoge druk in de grond gepompt. Door de hitte verlaagt de viscositeit van de olie, terwijl deze door het water wordt verdrongen. De olie beweegt in de richting van een buis van waaruit de aardolie wordt afgevoerd. Bij dit proces worden als pomp vaak jaknikkers gebruikt. Een modernere manier is het gebruik van plunjerpompen met een veel hogere capaciteit. De methode is ook bruikbaar voor olievelden waaruit de meeste olie al is weggepompt.
De procedure wordt veelvuldig toegepast in de Amerikaanse San Joaquin Valley in Californië, het Meer van Maracaibo in Venezuela of de olievelden in het noorden van het Canadese Alberta.

## Stoominjectie in Nederland
In Nederland is de NAM in 2010 begonnen met de herontwikkeling van het aardolieveld bij Schoonebeek. De stoom die hierbij is benodigd, wordt gemaakt uit water dat in een nieuw gebouwde installatie op het terrein van de rioolwaterzuiveringsinstallatie bij Emmen speciaal voor dit doel wordt gezuiverd. De benodigde warmte om stoom te maken wordt opgewekt in een warmte-krachtcentrale. De gewonnen aardolie wordt per pijpleiding naar een raffinaderij in het Duitse Lingen getransporteerd.